# Pillsbury Mountain Forest Fire Observation Station
La Pillsbury Mountain Forest Fire Observation Station est une tour de guet du comté de Hamilton, dans l'État de New York, dans le nord-est des États-Unis. Située à 1 096 mètres d'altitude à la frontière de la Jessup River Wild Forest et de la West Canada Lake Wilderness, dans les Adirondacks, elle est haute d'environ 21 mètres. Érigée en 1924, elle est inscrite au Registre national des lieux historiques depuis le 9 septembre 2010.